# Цесьле (Познанський повіт)
Цесьле (пол. Cieśle, нім. Wiesenwinkel) — село в Польщі, у гміні Бук Познанського повіту Великопольського воєводства.
Населення — 88 осіб (2011).
У 1975-1998 роках село належало до Познанського воєводства.

## Демографія
Демографічна структура станом на 31 березня 2011 року:
|          | Загалом | Допрацездатний вік | Працездатний вік | Постпрацездатний вік |
| -------- | ------- | ------------------ | ---------------- | -------------------- |
| Чоловіки | 49      | 18                 | 30               | 1                    |
| Жінки    | 39      | 6                  | 24               | 9                    |
| Разом    | 88      | 24                 | 54               | 10                   |